# Peartree
Peartree – dzielnica miasta Welwyn Garden City, w Anglii, w Hertfordshire, w dystrykcie Welwyn Hatfield. W 2011 roku dzielnica liczyła 7922 mieszkańców.